# Scythris noricella
Scythris noricella is een vlinder uit de familie dikkopmotten (Scythrididae). De wetenschappelijke naam is voor het eerst geldig gepubliceerd in 1843 door Zeller.
De soort komt voor in Europa.